# Ferenc Hirzer
Ferenc Hirzer (Budapest, Hungría, 21 de noviembre de 1902 - Trento, Italia, 28 de abril de 1957) fue un futbolista y director técnico húngaro. Se desempeñaba en la posición de delantero.

## Selección nacional
Fue internacional con la selección de fútbol de Hungría en 33 ocasiones y marcó 14 goles. Debutó el 15 de junio de 1922, en un encuentro amistoso ante la selección de Suiza que finalizó con marcador de 1-1.

## Clubes

### Como futbolista
| Club                   | País           | Año         |
| ---------------------- | -------------- | ----------- |
| Törekvés S. E.         | Hungría        | 1919 - 1923 |
| Makkabi Brno           | Checoslovaquia | 1923 - 1924 |
| Altonaer F. C.         | Alemania       | 1924 - 1925 |
| Juventus F. C.         | Italia         | 1925 - 1926 |
| M. T. K. Budapest      | Hungría        | 1927 - 1932 |
| Young Fellows Juventus | Suiza          | 1932 - 1933 |
| Saint-Servan           | Francia        | 1933 - 1935 |

### Como entrenador
| Club                 | País   | Año         |
| -------------------- | ------ | ----------- |
| Mantova F. C.        | Italia | 1935 - 1936 |
| U. S. Salernitana    | Italia | 1936 - 1938 |
| A. C. Ancona         | Italia | 1938 - 1939 |
| A. C. Liguria        | Italia | 1939        |
| Vigevano Calcio      | Italia | 1939 - 1940 |
| U. S. Salernitana    | Italia | 1940 - 1941 |
| Battipagliese Calcio | Italia | 1941 - 1942 |
| Perugia Calcio       | Italia | 1942 - 1943 |
| U. S. Lecce          | Italia | 1945 - 1946 |
| Sestrese Calcio      | Italia | 1946 - 1947 |
| Benevento Calcio     | Italia | 1949 - 1950 |
| U. S. Palmese        | Italia | 1951 - 1952 |
| Valle d'Aosta Calcio | Italia | 1954 - 1955 |
| Trento Calcio        | Italia | 1956 - 1957 |

## Palmarés

### Como futbolista

#### Campeonatos nacionales
| Título              | Club              | País    | Año     |
| ------------------- | ----------------- | ------- | ------- |
| Serie A             | Juventus F. C.    | Italia  | 1925-26 |
| Nemzeti Bajnokság I | M. T. K. Budapest | Hungría | 1928-29 |

#### Distinciones individuales
| Distinción     | Año     |
| -------------- | ------- |
| Capocannoniere | 1925-26 |

### Como entrenador

#### Campeonatos nacionales
| Título  | Club              | País   | Año     |
| ------- | ----------------- | ------ | ------- |
| Serie C | U. S. Salernitana | Italia | 1937-38 |